# Arta Contemporană în Spațiul Arab
Arta este cea mai profundă expresie a creativității și a avut dintodeauna un rol important în istoria fiecărei civilizații. Pentru a înțelege o cultură, trebuie observată arta reprezentativă acesteia, iar spațiul arab este un altfel de caz. La un anumit nivel, se poate spune că arta este ''fereastra către sufletul lumii arabe".

## Arta islamică
Arta islamică include toate formele de artă vizuală apărute în spațiul arab, locuit sau condus de civilizații islamice, începând cu secolul al VII-lea. Astfel, cu o istorie de peste 1400 de ani, putem spune că arta a avut dintotdeauna un rol important în civilizația arabă, iar artiștii contemporani găsesc în continuare inspirație în culorile vibrante, formele geometrice deosebite, decorațiile interioare, artizanatul, arta textilă, mozaicurile și caligrafia artei islamice, considerate acum „artă clasică”. Arabescul, respectiv formele geometrice florale sau vegetale sunt un element recurent în arta islamică și reprezintă natura transcendentă și invizibilă a lui Dumnezeu. Cu toate acestea, arta islamică nu se rezumă la teme religioase și, cu excepția caligrafiei, pereților moscheilor, paginilor decorate ale Coranului și unele cărți de poezie religia este mai puțin proeminentă în artă decât a fost în civilizația europeană, de exemplu.
În arta islamică se regăsesc influențe din civilizația romană, creștină și bizantină integrate la începutul islamului, precum și influențe puternice preluate de la civilizațiile sasanide și persane. Prin intermediul nomazilor,au fost preluate și elemente din Asia Centrală, în special în domeniul artizanatului.
Reprezentative pentru arta islamică sunt caligrafia, repetiția formelor geometrice sau florale, mozaicurile și mai puțin figurile umane întrucât, în islam, pictarea formelor umane este considerată idolatrie, un păcat menționat în Coran. Această constrângere se numește aniconism și se interzice în Shari‛a pictarea lui Dumnezeu, a lui Muhammad și rudele sale, precum și a oricărui profet islamic, dar pictarea oricărei alte figuri umane sau animale este descurajată de hadith-uri. Figuri decorative umane sau animale, în special la vânătoare, se regăsesc în pictura laică, dar potretele au avut o dezvoltare lentă.

## Primăvara arabă și influența asupra artei
Primăvara arabă (2010-2011) a adus un suflu nou lumii artistice din spațiul arab, artiștii contemporani găsindu-și inspirația în evenimentele recente și reușind să îmbine în operele lor politica, teme sociale, spiritualitatea și erotismul. A apărut o nouă formă de manifestare a artei, graffiti-urile.
Pictura de șevalet este un fenomen relativ nou în lumea arabă, apărut la sfârșitul secolului al- XIX lea prin intermediul interesului arătat de unii artiști europeni față de spațiul arab, precum David Roberts și Jean-Léon Gérôme, care a introdus acest tip de artă în Egipt. Globalizarea și dezvoltarea comunicării dintre lumea arabă și Occident a condus la preluarea ideilor și curentelor artistice de către lumea arabă , dar totodată păstrând elemente tipice arabe. Până la mijlocul secolului al XIX-lea, în lumea arabă nu existau cursuri sau facultăți care să permită studierea și dezvoltarea aptitudinilor artistice. În Iraq, de exemplu, bazele picturii de șevalet au fost puse de o echipă de ofițeri întorși acasă de la pregătirea militară din Istanbul. Prin intermediul operelor lor, precum și prin cursuri private au reușit să răspândească conceptul de pictură în Irak.

## Artiști arabi contemporani

#### Dia al-Azzawi
Unul dintre cei mai proeminenți artiști contemporani ai lumii arabe este Dia al-Azzawi (n.1939), care și-a devotat viața artistică răspândirii artei arabe contemporane. El s-a născut în Bagdad, Irak și este pictor, sculptor și grafician. A urmat cursurile Facultății de Arte de la Universitatea din Bagdad începând cu anul 1958,unde a studiat Arheologia, la 9 ani după înființarea aceste secții universitare, astfel, se poate spune că este un pionier al artei în lumea arabă modernă. Încă de la început, a tratat probleme politice și sociale, fiind puternic influențat de situația palestinienilor.
În 1976 s-a mutat în Londra unde a dezvoltat un nou tip de artă, al qaseeda al-marsumah, sau „poemele desenate”, reprezentând astfel vizual Al Mu'allaqāt sau „Cele șapte poeme”, prin grafică. Îmbină elemente clasice arabe precum caligrafia și păstrează culorile folosite la scrierea versurilor arabe, alb și negru, rareori roșu, pe un fundal alb, ilustrând impactul vizual și sonor transmis de poem,sub percepția artistului.
Urmărește atingerea unui echilibru între textul scris și imaginea vizuală, dar uneori caută opoziția, tocmai pentru a ilustra sentimentele transmise de odă.  Picturile din această perioadă devin tot mai ermetice, căutând să atingă o simfonie bidimensională, greu de interpretat. Una din figurile preferate în operele sale și pe care a utilizat-o în mod frecvent, este silueta sumeriană, cu trupul tubular și lung, cu ochi goi ca expresie a formei umane.
A înfățișat scene din „O mie și una de nopți”, căutând să reprezinte teme și concepte exprimate de poveste, nu doar imagini simple, decorative. S-a preocupat, în principal, de transpunerea ideilor în imagini, unind exprimarea lingvistică cu expresia vizuală, ca și cum mâna nu ar fi „o simplă extensie a trupului, ci un seismograf sensibil al  întregului corp, măsura amintirilor și trăirilor”. Una dintre realizările sale cele mai notabile este această contopire dintre literatură și pictură. 
Din 1968 până în 1976, a fost directorul Departamentului de Antichități din Bagdad. Între anii 1977 și 1980, a ocupat poziția de director artistic al Centrului Cultural Irakian din Londra, unde a organizat numeroase expoziții, precum „Arta Grafică Contemporană în spațiul arab” (1970), „Influența caligrafiei asupra artei arabe”(1980), „Artiști  arabi contemporani” (1978, 1979, 1983). 

#### Saloua Raouda Choucair
Saloua Raouda Choucair s-a născut la data de 24 iunie 1916 în Beirut, Liban și este pictoriță și sculptoriță. Ea a adus arta abstractă în Orientul Mijlociu prin picturile sale, arta textilă și sculpturi.  Expoziția din 1947 de la Galeria Arabă de Artă din Beirut e considerată a fi prima expoziție de picturi abstracte din lume. Pasiunea pentru arta și arhitectura islamică i-a apărut în urma unei excursii în Egipt în 1943, astfel că în 1948 a părăsit Libanul și a plecat la Paris, unde a studiat la École nationale supérieure des Beaux-Arts și a asistat la atelierele artistului francez, Fernard  Léger. În 1950 a fost printre primii artiști arabi care au participat  la Salon des Réalités Nouvelles în Paris, și în 1951 a reușit să obțină o expoziție la galeria Colette Allendy, foarte bine primită.
A crezut dintotdeauna în baza matematică a artei islamice și a respins interpretarea metaforică, respingând simbolurile și imagistica convențională. Arta ei nu a fost niciodată descriptivă, evitând tot ceea ce este personal, intim și câutând întotdeauna eternul. Poate de aceea, arta ei nu a fost înțeleasă de la început, iar ea nu a reușit să vândă nicio lucrare până în anul 1962. Iese în evidență prin combinația elementelor abstracte occidentale și formele geometrice specifice artei islamice, precum și îmbinarea și asamblarea unor materiale nu tocmai convenționale în forme  geometrice fine, linii și curburi tipic islamice, într-un  mod elegant și subtil. A devenit faimoasă pentru sculpturile sale compuse din piese individuale, care se pot separa, asemenea versurilor unui poem arab. Pasiunea sa pentru știință reiese și din faptul că a aplicat conceptul sufist în lucrările sale, forma finală a operelor, în viziunea ei, este o formă abstractă cu interacțiuni infinite, un amestec de ecuații existent între elementele componente și mediul care îl înconjoară.
În 1985 a primit premiul de apreciere din partea Uniunii Generale a pictorilor arabi, iar în  2014 a primit diploma onorifică de doctorat de la Universitatea Americană din Beirut. Acum, ajunsă la vârsta de 100 de ani, Saloua nu ma poate călători sau lucra. Încă locuiește în Beirut, unde s-a întors la începutul anilor 50 și este considerată drept unul dintre cei emblematici artiști contemporani ai lumii arabe. Totuși, ea nu a reușit niciodată să vândă foarte multe din lucrările sale, tocmai pentru că nu a părăsit Beirutul, iar faima sa era limitată la comunitatea artistică a orașului.